# Batalla de Xerta
La batalla de Xerta (o acció de Xerta) va ser un combat de la Primera Guerra Carlina que tingué lloc als afores del poble de Xerta el dia 29 de Juny de 1837. Enfrontà a l'exèrcit carlí del general Ramon Cabrera contra les tropes isabelines del general Emilio Borso di Carminati. Després de 5 hores de combat, la derrota de Borso va poder assegurar el pas de l'Ebre del pretendent carlí Carles Maria Isidre de Borbó i la continuació de l'Expedició Reial, que tenia l'objectiu de portar al pretendent fins a Madrid.

## Antecedents
El dia 23 de Juny de 1837, Ramon Cabrera va rebre la noticia de que l'Expedició Reial de Carles Maria Isidre de Borbó havia de creuar l'Ebre fins a reunir-se amb ell a Xerta. Per tal d'assolir aquest objectiu, Cabrera es va dirigir a Sant Carles de la Ràpita i va obtenir diverses embarcacions que va començar a transportar per les muntanyes fins a Xerta mentrestant li va manar al capità Domingo Forcadell que ocupés Xerta amb les seves tropes per a garantir l'èxit de l'operació. En aquell moment les tropes carlines es componien de sis batallons d'infanteria i quatre esquadrons de cavalleria.
El dia 28, totes les embarcacions s'havien transportat a Xerta amb èxit i Cabrera va iniciar els preparatius per a l'arribada imminent de Carles Maria Isidre. Els carlins van interceptar un comunicat que s'enviaven el general Emilio Borso di Carminati des de Tortosa i el general Agustín Nogueras Pitarque des de Mora d'Ebre que revelava el pla dels isabelins d'atacar Xerta per nord i sud simultàniament per tal de frustrar l'expedició. A vista d'això, Cabrera va ordenar a Juan Pertegaz que s'encarregués d'aturar a Nogueras amb el seu regiment de voluntaris tortosins mentre que el propi Cabrera s'enfrontaria a Borso.

## La batalla
El dia 29, Emilio Borso di Carminati es presentà davant de Xerta amb 3.500 infants i 250 genets, encarant-se amb les tropes de Cabrera fins que el combat es va iniciar un cop Cabrera va veure que Carles Maria Isidre havia arribat a Tivenys. La batalla va adquirir una gran intensitat des del primer moment. L'exèrcit de Ramon Cabrera va decidir inicialment ocupar les altures als afores de Xerta. Borso va entrar al nucli de població sense trobar-se resistència i fins i tot va ser assistit pel sometent local comandat per Miguel Ravanals. Aviat, Borso s'adonà que allò era un parany al descobrir les forces de Cabrera esperant en punts elevats fora del poble per a encerclar a les seves tropes i atacar-les des de totes les direccions. Borso va decidir mantenir-se ferm i resistir l'atac del gruix de les tropes de Ramón Cabrera mentre que el capità Domènec Forcadell i Mitjavila atacava als batallons de la Legió Estrangera Portuguesa que Borso havia enviat a ocupar la carretera de Paüls i la Ermita de Sant Martí.
Al principi, Borso tenia l'esperança de que Nogueras, que disposava de cinc batallons d'infanteria i tres-cents genets, acudís també a Xerta i poguessin dur a terme l'atac conjunt que havien planificat, però els carlins havien tallat les línies de comunicació entre aquests dos generals i Nogueras no es va presentar.
Les files de Cabrera s'engrossiren en travessar el riu Ebre la avantguarda de l'Expedició Reial comandada pel general Bruno Villarreal, unint-se aquest al combat. Forcadell aconseguí el seu objectiu inicial apoderant-se de la carretera de Paüls i l'ermita de Sant Martí després d'un ferotge combat contra els portuguesos amb càrregues de baioneta i cavalleria i aquest també acudí a l'atac principal contra Borso.
Des de Tortosa se li van enviar a Borso tres embarcacions amb aprovisionaments, però aquestes van ser ràpidament interceptades pels carlins. Al cap de diverses hores, Borso decidí replegar-se fins a Aldover, localitat situada uns 4 quilòmetres al sud de Xerta, i els carlins començaren una violenta persecució per la carretera. La majoria de tropes de Borso van emprendre la retirada cap a Tortosa, deixant alguns destacaments a la reraguarda que van intentar aturar als Carlins primer a Aldover i després a la Torre d'en Corder, però al final es van veure superades pels carlins i Borso va haver de retirar-se definitivament cap a Tortosa. L'última acció de la batalla la van protagonitzar la cavalleria de Cabrera, que es va enfrontar a la de Borso en un últim intent dels isabelins de cobrir la retirada.

## Conseqüències
Carles Maria Isidre de Borbó va creuar l'Ebre cap a les sis de la tarda, reunint-se amb Ramon Cabrera, qui el va rebre esgotat però molt entusiasmat per la seva victòria contra Emilio Borso di Carminati. En honor al pretendent es va preparar un gran banquet i es va celebrar una missa especial a l'Església de l'Assumpció i Sant Martí. Els carlins descansaren a Xerta fins que el dia 2 de Juliol van continuar l'Expedició Reial cap al Regne de València.